# Moșteni (okręg Vâlcea)
Moșteni – wieś w Rumunii, w okręgu Vâlcea, w gminie Frâncești. W 2011 roku liczyła 431 mieszkańców.